# ゼノブ・グラム

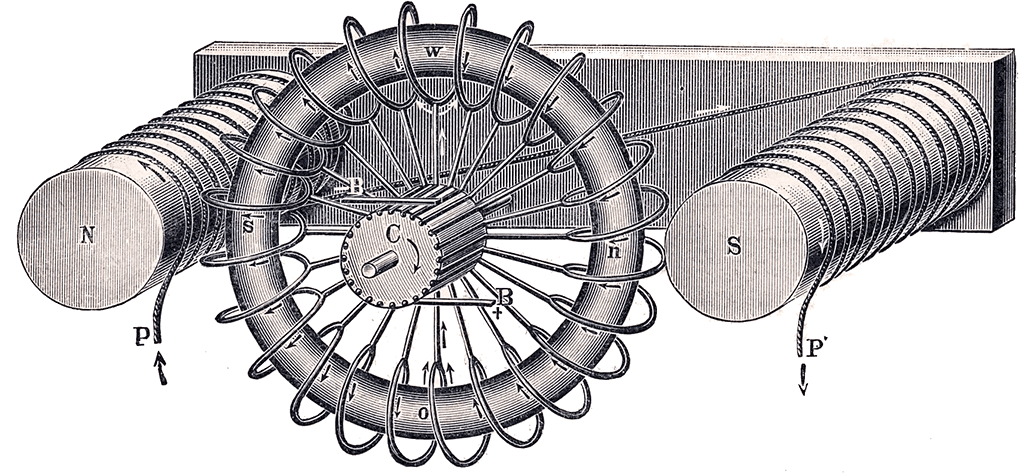
グラム発電機の電気子

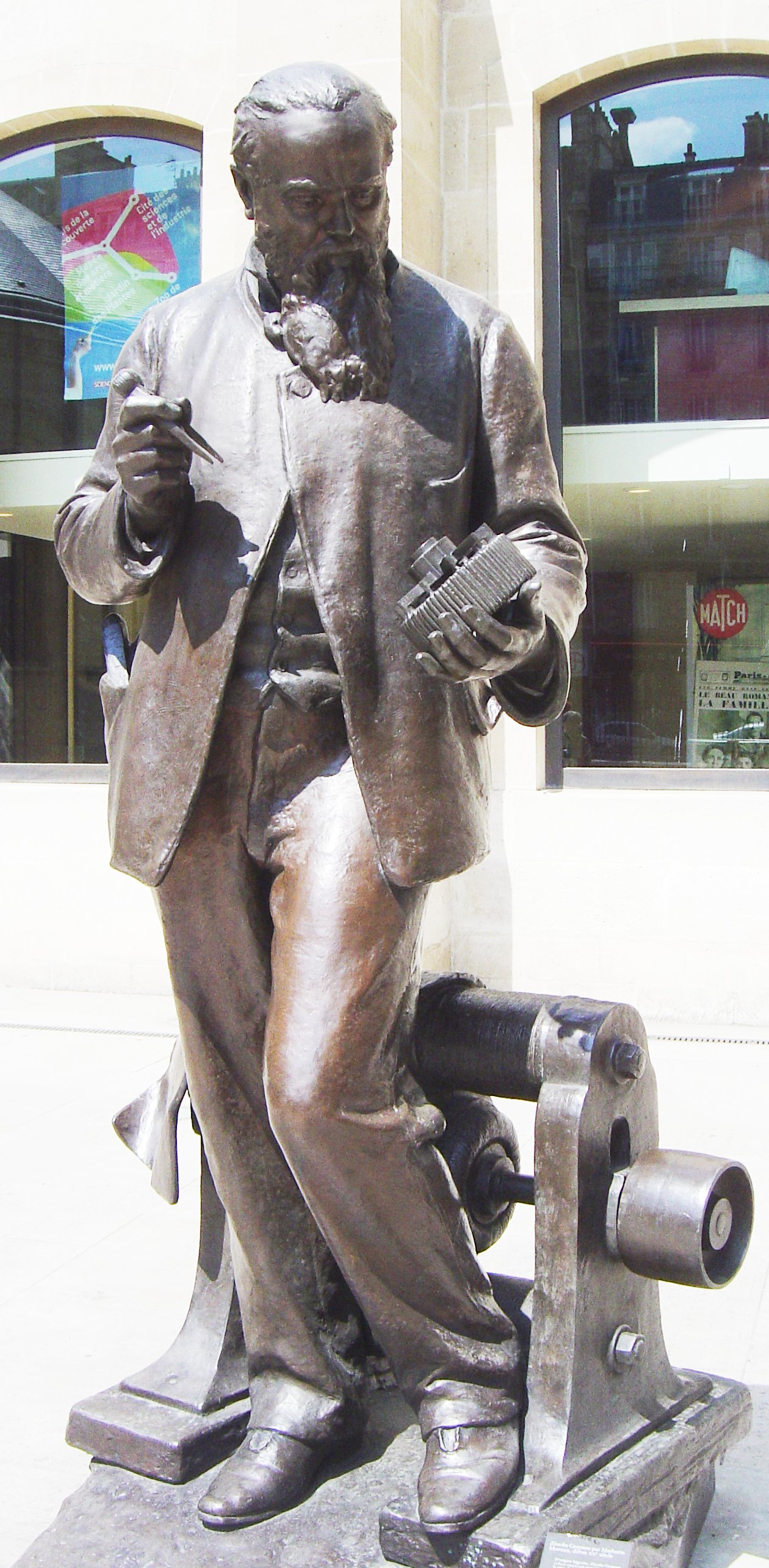
グラムの記念碑
(作)マチュラン・モロー

ゼノブ・テオフィル・グラム（Zénobe Théophile Gramme, 1826年4月4日 - 1901年1月20日）は、ベルギーの電気技術者・発明家である。環状電機子を用いたグラム発電機を開発した。
リエージュ近くのジュアイー・ボドネに生まれた。生涯の大半をフランスで暮らした。電気機器の会社で働き、機器の改良に興味をもった。イタリアの物理学者、アントニオ・パチノッティの直流発電機の発明を知り、1869年環状電機子を用いたグラム発電機を開発した。グラム発電機は過熱が少なく連続運転が可能な実用的な発電機となった。
1873年、ウィーンの産業博覧会でグラムがダイナモを展示していたが、助手が偶然2台のダイナモの出力線同士を接続してしまい、蒸気機関で片方のダイナモが回転し始めると、もう一方の電気子がかなりの速度で回転し始めた。これを見たグラムは、大急ぎでアトラクションを展覧会場に作り、1.6 km離れた一方のダイナモをモーターとして揚水し、小さな滝に水を流して見せた。
これにより2つの重要な原理を実証した。
1. 少し改良すればダイナモは、電気モーターとして使え、産業用機械の動力源となりうる。
2. 機械的な駆動力が得られれば、それをダイナモで電気に変換し、さらにそれを電線で長距離輸送し、別の場所で電気モーターを利用して、機械エネルギーに戻せる。

グラムの環状ダイナモは、商業ベースに乗った初の直流発電機で、第一次産業革命から、動力と照明を電力で供給する第二次産業革命の世界への転換が始まった。